# Pantoclis merope
Pantoclis merope är en stekelart som beskrevs av Nixon 1957. Pantoclis merope ingår i släktet Pantoclis, och familjen hyllhornsteklar. Arten är reproducerande i Sverige.